# دلتا (ایلینوی)
دلتا (به انگلیسی: Delta) یک منطقهٔ مسکونی در ایالات متحده آمریکا است که در شهرستان سالین، ایلینوی واقع شده‌است. دلتا ۱۲۸٫۹۳ متر بالاتر از سطح دریا واقع شده‌است.